# John Gidman
John Gidman (født 10. januar 1954 i Liverpool, England) er en engelsk tidligere fodboldspiller (højre back).
På klubplan repræsenterede Gidman flere store engelske klubber, heriblandt både Manchester United og Manchester City samt Aston Villa og Everton. Hos Manchester United var han to gange med til at vinde FA Cuppen, mens han med Aston Villa i både 1975 og 1977 vandt Liga Cuppen.
Gidman spillede desuden én kamp for det engelske landshold, en VM-kvalifikationskamp mod Luxembourg 30. marts 1977.

## Titler
FA Cup
- 1983 og 1985 med Manchester United

Football League Cup
- 1975 og 1977 med Aston Villa

Charity Shield
- 1983 med Manchester United